# District de Bellinzone
Le district de Bellinzone est un district du canton du Tessin en Suisse. 
Le district compte six communes, dont le chef-lieu : Bellinzone. Il correspond à l'ancien bailliage de Bellinzone (1503-1798).

## Communes
| Nom             | Cercle communal | N° OFS | Population (décembre 2022) |
| --------------- | --------------- | ------ | -------------------------- |
| Arbedo-Castione | Arbedo-Castione | 5001   | +005 082,                  |
| Bellinzone      | Bellinzone      | 5002   | +044 270,                  |
| Cadenazzo       | Sant'Antonino   | 5003   | +003 068,                  |
| Isone           | Sant'Antonino   | 5009   | +000388,                   |
| Lumino          | Arbedo-Castione | 5010   | +001 613,                  |
| Sant'Antonino   | Sant'Antonino   | 5017   | +002 584,                  |
| Total           | Total           | Total  | +057 005,                  |